# Черкезинки
Черкезинки́ (укр. Черкезінкі, крымскотат. Çerkeziñki, Черкезинъки) — исчезнувшее село в Красногвардейском районе Республики Крым, располагавшееся в центре района, в степной части Крыма, в Чатырлыкской балке, примерно в 1 км к востоку от села Машино.

## История
Первое документальное упоминание села встречается в Камеральном Описании Крыма… 1784 года, судя по которому, в последний период Крымского ханства Черкезинки входили в Ташлынский кадылык Акмечетского каймаканства. После присоединения Крыма к России (8) 19 апреля 1783 года, (8) 19 февраля 1784 года, именным указом Екатерины II сенату, на территории бывшего Крымского Ханства была образована Таврическая область и деревня была приписана к Перекопскому уезду. После Павловских реформ, с 1796 по 1802 год, входила в Акмечетский уезд Новороссийской губернии. По новому административному делению, после создания 8 (20) октября 1802 года Таврической губернии, Черкез-Эли был включён в состав Кучук-Кабачской волости Перекопского уезда.
По Ведомости о всех селениях в Перекопском уезде состоящих с показанием в которой волости сколько числом дворов и душ… от 21 октября 1805 года в деревне Черкез-Эли числилось 2 двора и 17 жителей, исключительно крымских татар.
Видимо, вследствие эмиграции крымских татар в Турцию деревня заметно опустела и на военно-топографической карте генерал-майора Мухина 1817 года она обозначена как Чернешникъ, без указания числа дворов. Видимо, уже тогда началось слияние с Итаком и уже в «Ведомости о казённых волостях Таврической губернии 1829 года» (согласно которой селение отнесли к Агъярской волости (переименованной из Кучук-Кабачской) записан Итак Черкез-Эли, как и в «Списке населённых мест Таврической губернии по сведениям 1864 года», где Черкез-Эли упоминается, как второе название Итака. При этом на карте 1836 года в деревне 17 дворов, а на карте 1842 года Черкез-Эли ещё обозначен отдельно условным знаком «малая деревня», то есть, менее 5 дворов. Больше название в доступных источниках не встречается.